# Superflex 2000
Superflex 2000 ist eine Baureihe von RoRo-Fährschiffen mit besonderer Motorenanordnung.

## Einzelheiten
Der Schiffsentwurf  stammt von Peter Zacchi, dessen Unternehmen PZ Trading auch die Vermarktung der Schiffe übernahm. Der Bau wurde von North East Shipbuilders in deren Werften Pallion und Southwick durchgeführt, wobei die letzte Einheit des Typs von Appledore Shipbuilders in Appledore gebaut wurde. Die Namensgebung bestand anfangs immer aus dem Wort Superflex und fortlaufenden Buchstaben im ICAO/NATO-Funkalphabet (Superflex Alpha, Superflex Bravo, Superflex Charlie usw.).
Ursprünglich war der Bau von 24 Einheiten des Typs geplant, gebaut wurden aber nur 15. Schon die ersten abgelieferten Einheiten zeigten vielfältige Mängel. Die Aufbauten verrußten durch zu kurze Abgasrohre, der Brennstoffverbrauch der Schiffe stieg von anfangs 9 Tonnen pro Tag schnell auf 14 Tonnen täglich und die Motorenleistung war zu gering. Die Fähren mussten bald nach der Übergabe so umfangreich überarbeitet werden, dass Peter Zacchi den Auftrag wieder zurückzog. Später wurden weitere Einheiten gebaut, diese lagen teilweise jedoch lange auf, bevor sie von den Reedereien übernommen wurden. Nach dem Konkurs von North East Shipbuilders und der Übernahme durch Appledore Shipbuilders lieferten diese noch eine letzte Fähre. Die Bauserie lässt sich in die beiden Typen Mark III und Mark IV aufteilen, die sich in einigen baulichen Details unterscheiden und auch etwas abweichende Transportkapazitäten aufweisen.
Die Besonderheit der vollkommen symmetrisch aufgebauten Doppelendfähren liegt im Konzept ohne Maschinenraum. Statt einer herkömmlichen Antriebsanlage sind auf jeder Seite des Schiffes fünf Cummins-Dieselgeneratoren in schallgedämpften Gehäusen an Deck aufgestellt. Sie liefern den Strom für vier Schottel-Ruderpropeller.
Die Fahrzeuge können auf zwei durchlaufenden Decks transportiert werden. Das Hauptdeck ist über die beiden vorne und achtern angeordneten Bugrampen zu beladen, das darüberliegende Oberdeck ist durch zwei vorne und achtern jeweils seitlich angeordnete Seitenrampen erreichbar. Die Passagier- und Mannschaftsräume sowie das Ruderhaus liegen im mittig erhöht angeordneten Deckshaus, unter dem sich die Durchfahrt des Oberdecks befindet.
Eine Sonderstellung nimmt die ehemalige Superflex Foxtrot ein. Sie wurde 1994 von einer griechischen Reederei erworben, von Kopenhagen zunächst nach Piräus und später zur Kynossoura Werft geschleppt. Der Schiffsantrieb wurde durch zwei MAN-Motoren und zwei Schrauben ersetzt und das Schiff selber von einer Doppelendfähre zu einer über eine Heckrampe zu be- und entlandende Fähre umgebaut. Als Pantokrator der Feax Express Lines wurde das Schiff auf der Route zwischen Igoumenitsa und Korfu betrieben. 2013 wurde das Schiff nach Indonesien verkauft.
Die ehemalige Superflex Delta wurde als Gitte 3 Anfang 2010 als erstes Schiff der Serie verschrottet.

## Die Schiffe
| Superflex-2000-Schiffe                       | Superflex-2000-Schiffe | Superflex-2000-Schiffe | Superflex-2000-Schiffe | Superflex-2000-Schiffe | Superflex-2000-Schiffe                | Superflex-2000-Schiffe |
| Bauname                                      | Ausführung             | Bauwerft/ Baunummer    | IMO-Nummer             | Ablieferung            | Auftraggeber/ Reederei                | Spätere Namen und Verbleib |
| -------------------------------------------- | ---------------------- | ---------------------- | ---------------------- | ---------------------- | ------------------------------------- | --- |
| Superflex Alpha                              | Mark III               | Pallion/3001           | 8611506                | 14. Juli 1987          | Molarco Shipping, Nyborg (PZ Trading) | 1990 Difko Nyborg, 2001 Prokopios, 2002 Prokopios Fragkos, 2007 Nikolaos                                                          |
| Superflex Bravo                              | –                      | Southwick/3002         | 8611623                | 12. Oktober 1987       | Molarco Shipping, Nyborg (PZ Trading) | 1993 Svea Scarlett, 1996 Mercandia VIII, 2024 Corfu Star                                                                          |
| Superflex Charlie                            | Mark III               | Pallion/3003           | 8611518                | 8. Oktober 1987        | Molarco Shipping, Nyborg (PZ Trading) | 1990 Difko Korsør, 1999 Viire, 2010 Besparmak                                                                                     |
| Superflex Delta                              | –                      | Southwick/3004         | 8611635                | 7. Januar 1989         | Molarco Shipping, Nyborg (PZ Trading) | 1990 Difko Storebælt, 1999 Gitte B, 1999 Gitte 3, ab 14. Januar 2010 in Grenå verschrottet                                        |
| Superflex Echo                               | Mark III               | Pallion/3005           | 8611520                | 27. November 1987      | Molarco Shipping, Nyborg (PZ Trading) | 1995 Difko Fyn, 2003 Superflex Trader, 2016 verschrottet                                                                          |
| Superflex Foxtrott                           | –                      | Southwick/3006         | 8611647                | April 1989             | VR Shipping Aps, Korsør               | 1994 weitgehend umgebaut, Pantokrator                                                                                             |
| Superflex Golf                               | Mark III               | Pallion/3007           | 8611532                | 5. Februar 1988        | Molarco Shipping, Nyborg (PZ Trading) | 1994 Antonio Machado, 2003 Razzoli, 2008 Reggio, 2012 Dorieus, 2014 Olympiada, 2019 Dorieus, 2022 Corfu Spirit                    |
| Superflex Hotel                              | –                      | Southwick/3008         | 8611659                | 31. Mai 1989           | VR Shipping Aps, Kopenhagen           | 1993 Freja Scarlett, 1995 Miguel Hernandez, 2003 Budelli, 2008 Mongibello, 2012 Ionas, 2023 Megamar, 2023 ADA 74                  |
| Superflex India                              | Mark III               | Pallion/3009           | 8611544                | 20. April 1988         | Molarco Shipping, Nyborg Mercandia    | 1990 Mercandia V, 1995 DVD No. IV, 1996 aufgelegt, 2008 Rosmala, 2020 verschrottet                                                |
| Superflex Juliet                             | –                      | Southwick/3010         | 8611661                | –                      | –                                     | 1995 DVD No. I, 1997 Yong Lian, 1998 DVD No. I, 2008 Laut Thedu 5, 2009 Victorius 5, 2015 Totalverlust, anschließend verschrottet |
| Superflex Kilo                               | Mark III               | Pallion/3011           | 8611556                | 8. Dezember 1988       | Mercandia                             | 1998 Easy 1, 1998 Anja 11, 2003 Langeland, 2004 Split Prvi, 2008 Ersai 4, verschrottet                                            |
| Superflex Lima                               | –                      | Southwick/3012         | 8611673                | –                      | –                                     | 1995 Baia De Todos Os Santos, 2005 Bahia Del Espiritu Santo                                                                       |
| Superflex Mike                               | Mark III               | Pallion/3013           | 8611568                | 12. Dezember 1988      | Mercandia                             | 1995 DVD No. III, 2008 Victorius 3, 2015 Bahtera Samudera I, 2015 Labitra Karina                                                  |
| Superflex November                           | –                      | Southwick/3014         | 8611685                | –                      | –                                     | Mercandia IV |
| Superflex Whiskey                            | –                      | Appledore/145          | 8611611                | März 1989              | –                                     | 1990 Mercandia VII, 1995 DVD No II, 2007 Laut Teduh 2, Totalverlust am 28. Januar 2011, 2012 verschrottet                         |
| Daten: Equasis, grosstonnage Fakta om Fartyg |                        |                        |                        |                        |                                       | |